# Аргирей
Аргирей (лат. Argynnis hyperbius) — дневная бабочка из семейства нимфалид. Передние крылья со слегка вогнутым или ровным внешним краем, край задних крыльев волнистый. Жилки R1, R2 не ветвятся и берут начало от центральной ячейки. Жилки R3, R4, R5 имеют общий ствол, который также начинается от центральной ячейки. На заднем крыле жилка M3 и жилка Cu1 отходят от центральной ячейки из одной точки. У самцов на передних крыльях вдоль жилок располагаются андрокониальные поля.
Вид распространён в Азии по внешнему хребту Гималаев от Пенджаба до Сиккима, в Ассаме, горной части Бирмы, южном Китае и Тайване до Суматры и Явы Постоянно живёт в южной части Японии. Отмечался залёт в Южное Приморье.